# Kevin Richardson
Kevin Scott Richardson (Lexington, 3 ottobre 1971) è un cantautore, musicista e attore statunitense, membro della band Backstreet Boys.

## Biografia
Kevin Richardson è nato a Lexington, nel Kentucky, da Ann e Jerald Wayne Richardson, è ultimo di tre figli e cugino di Brian Littrell, anche lui componente dei Backstreet Boys.
All'età di 9 anni si esibiva col coro della chiesa e prendeva lezioni di pianoforte. Appassionato di teatro,  faceva parte del gruppo teatrale della scuola.
Dopo il diploma conseguito nel 1990, scartata l'ipotesi di entrare nelle Forze armate, fu incoraggiato dal padre a trasferirsi a Orlando, in Florida dove ottenne un impiego come animatore nel parco Disney World (lì incontrò la sua futura moglie Kristin Kay Willits che interpretava Belle de "La bella e la bestia"); e ricoprì i ruoli di Aladdin e di Leonardo delle Tartarughe Ninja. A 19 anni perse il padre a causa di un cancro.
Nel marzo 1993 partecipò alle audizioni per la creazione della boyband Backstreet Boys, dove si affiancò a Nick Carter, Howie Dorough e AJ McLean e ai quali poi fece unire il cugino Brian Littrell dopo averlo convinto telefonicamente. Con i suoi compagni ottenne la fama mondiale tra la fine degli anni 90 e i primi anni 2000. Nel 1998 sfilò come modello per Versace. Durante una pausa dalle scene musicali, nel 2003 Kevin Richardson interpretò il ruolo di Billy Flynn3 nella produzione di Broadway nel musical Chicago.
Nel mese di giugno 2006 Richardson abbandonò i Backstreet Boys per proseguire con i suoi progetti solisti e "per andare avanti con i suoi prossimi capitoli della vita", come da lui stesso affermato sul sito ufficiale della band il 23 giugno 2006:
Dopo 13 anni la sola cosa che posso descrivere sono come i desideri che diventano realtà, ho deciso di lasciare i Backstreet Boys. È stata davvero una decisione difficile per me, ma necessaria per mandare avanti i miei prossimi capitoli della vita. Howard, Brian, Alex e Nick saranno sempre i miei piccoli fratelli e gli vorrò sempre bene e li supporterò in qualsiasi momento. Volevo inoltre ringraziare i fan e le fan dei Backstreet per tutti questi bellissimi ricordi che abbiamo condiviso tutti insieme.
Il 14 novembre 2006 tornò a New York per festeggiare il decimo anniversario del musical "Chicago", dopo di che andò a Toronto e in Giappone per riprendere il ruolo di Billy Flynn.
Nell'aprile del 2012 fece ritorno definitivo nei Backstreet Boys, in occasione della registrazione dell'ottavo album del gruppo, In a World like This, pubblicato nel 2013.
Il 24 ottobre 2015, insieme a Brian Littrell entrò a far parte della Music Hall of Fame del Kentucky.

### Vita privata
Il 17 giugno 2000 sposò Kristin Kay Willits, collega di lavoro e attrice nel video di I'll Never Break Your Heart. La coppia ha due figli.

## Curiosità
- Kevin e il componente dei Backstreet Boys Brian Littrell sono cugini: la madre di Kevin, Ann Littrell, è la sorella del padre di Brian, Harold Littrell Jr.